# Orasemorpha varidentata
Orasemorpha varidentata (лат.) — вид паразитических наездников рода Orasemorpha из семейства Eucharitidae. Предположительно, как и близкие виды, паразитоиды личинок и куколок муравьёв.

## Распространение
Тасмания.

## Описание
Мелкие хальцидоидные наездники. Усики 12-члениковые. Мезосома широкая, морщинистая, чёрная с металлическим отблеском; брюшко и тазики тёмно-коричневые. Ноги и скапус желтовато-коричневые, жгутик усика тёмно-коричневый. Брюшко гладкое. Членики жгутика усиков цилиндрические. Лицо сильно скульптировано. Основание петиоля сужено и лишено переднего дорсального киля. Петиоль самки поперечный, не более ширины и длины (отчего брюшко выглядит почти сидячим). Транскутальное сочленение (между мезоскутумом и аксиллой) полное с отчётливым поперечным швом. Предположительно, как и близкие виды, паразитоиды личинок и куколок муравьёв.